# Kees Elffers
Cornelis (Kees) Elffers (Rotterdam, 18 september 1898 - Epe, 21 december 1987) was een Nederlands architect.
Elffers is vooral bekend geworden door zijn werken uit de naoorlogse periode, de periode van de wederopbouw van Nederland. Diverse gebouwen die Elffers ontwierp zijn inmiddels rijks- of gemeentelijke monumenten.

## Familie
Kees Elffers was de zoon van Gerard Elffers (1868-1941) en Petronella Smits (1870-1912). Hij had tien broers en zussen. Zijn broer Dick werd beeldend kunstenaar, zijn zus Jo interieurarchitecte.

## Bekende gebouwen
Elffers ging werken op zijn zestiende en volgde gelijktijdig een opleiding aan de Academie van Beeldende Kunsten Rotterdam. Hij kreeg daar onder meer les van ir. M.C.A. Meischke en J.C. Meischke. Hij vestigde zich in 1923 als zelfstandig architect. Enkele van de werken waarmee Elffers bekendheid verwierf, waren het bejaardencomplex in Egmond aan Zee, de Sikkensfabriek in Sassenheim, het gebouw van de Nederlandse Handelsmaatschappij aan de Blaak (1950), diverse gebouwen op de Erasmus Universiteit Rotterdam, het Lijnbaancomplex in Rotterdam en het Groen van Prinstererlyceum in Vlaardingen (1957). Elffers ontwierp ook na de oorlog de Machinistenschool van Rotterdam.

## Zie ook

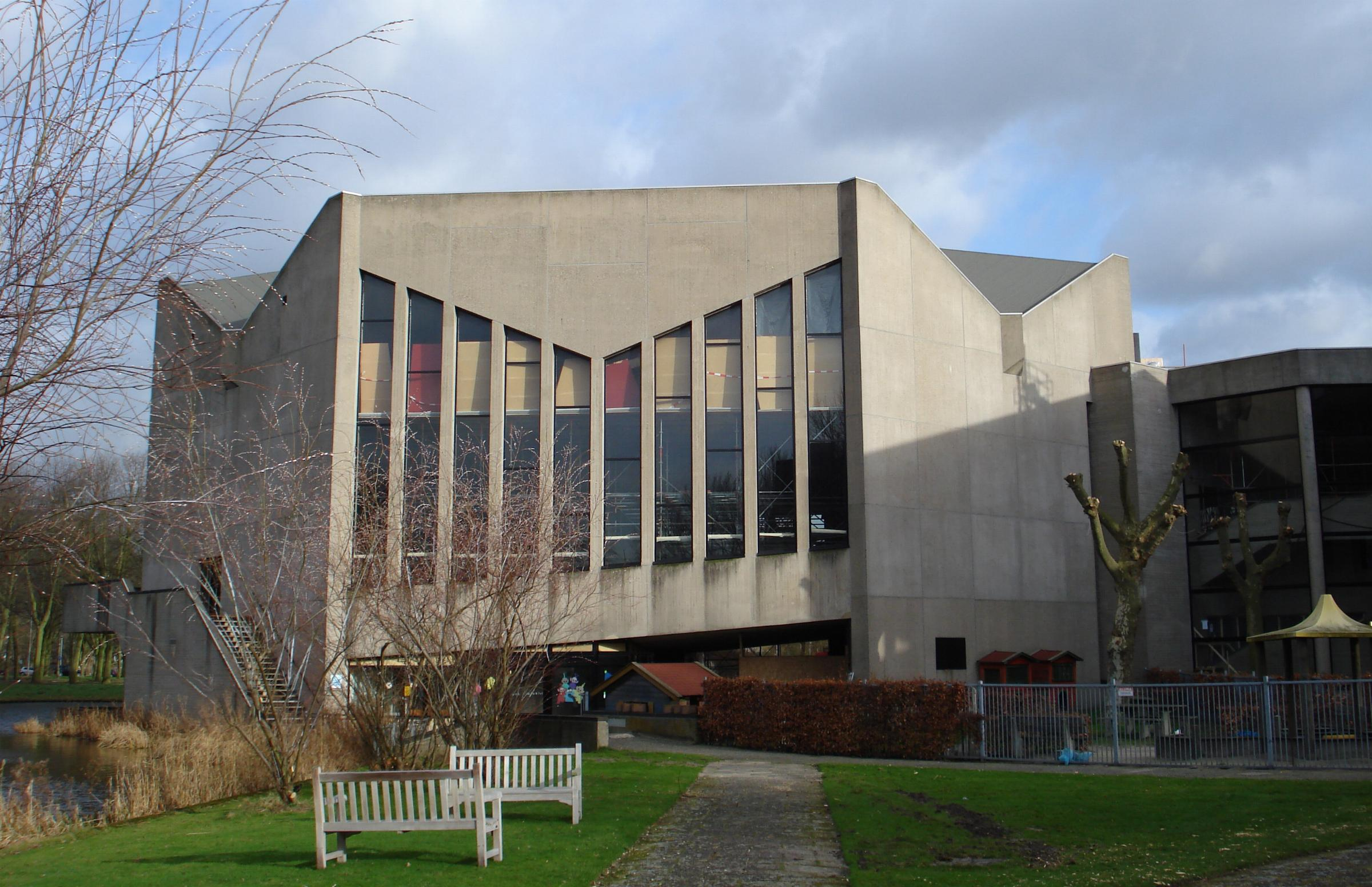
Aula Erasmus Universiteit (samen met A. van der Heyden)
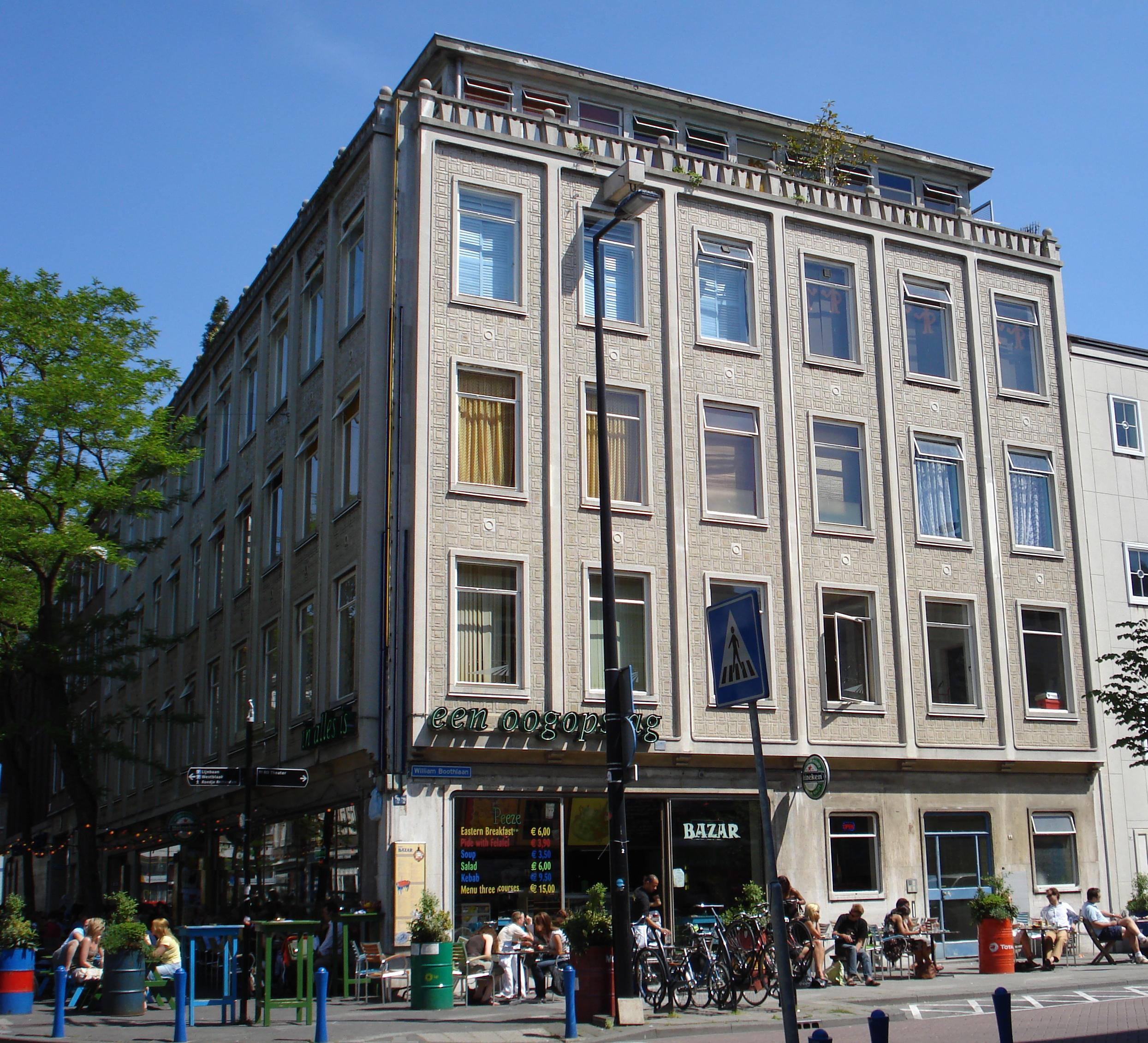
Witte de Withstraat, Rotterdam
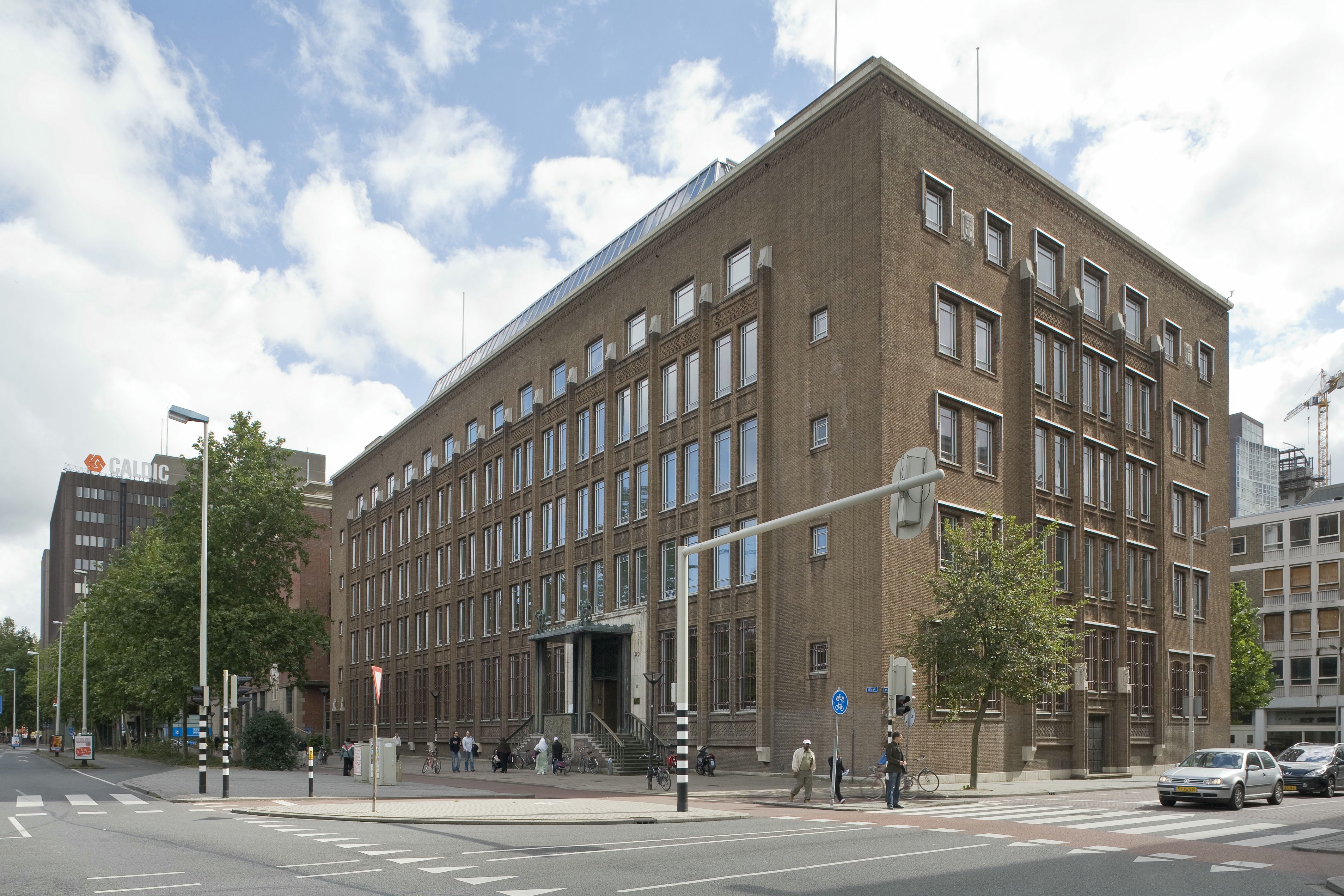
Gebouw Nederlandse Handelsmaatschappij (Blaak, R'dam)
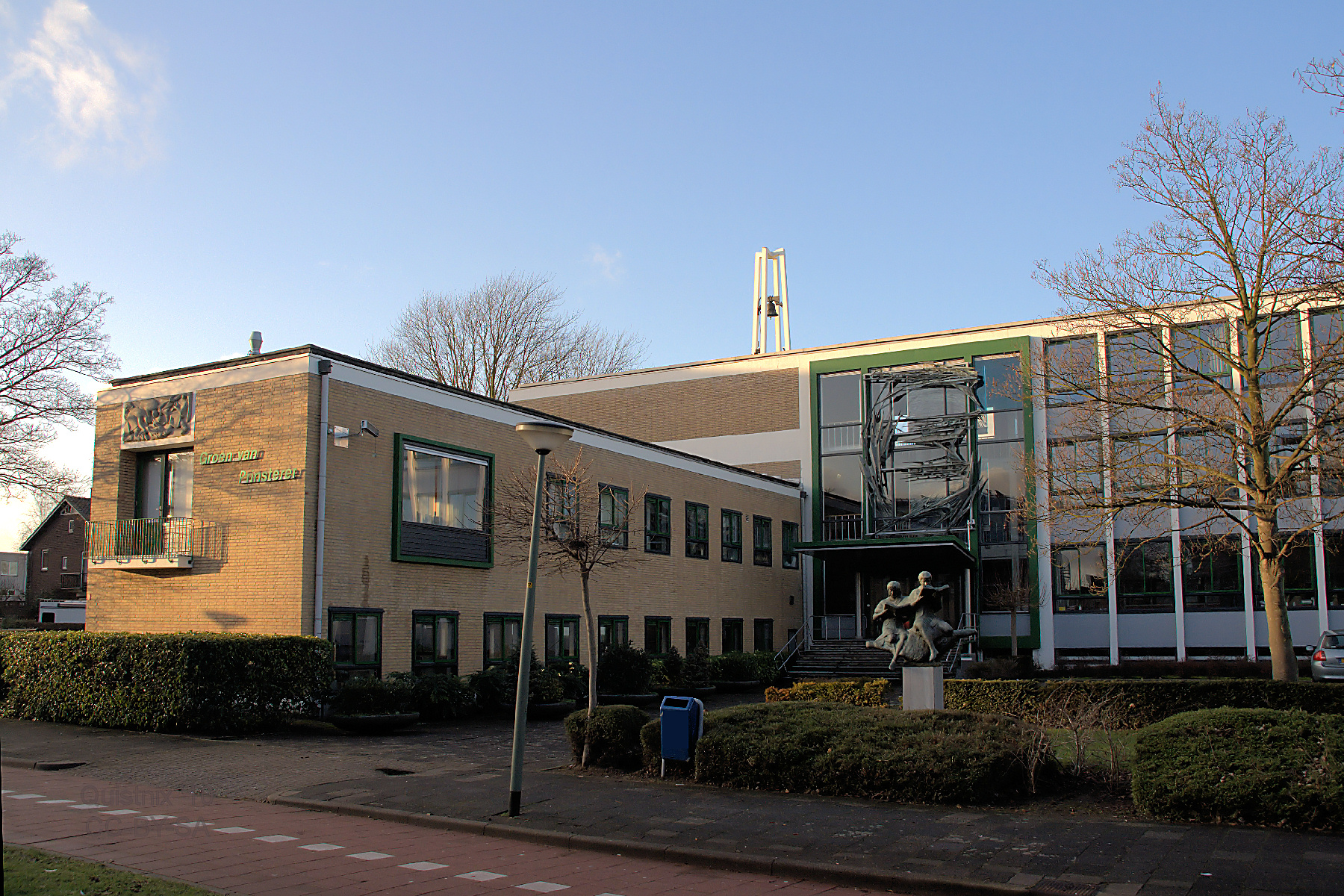
Groen van Prinstererlyceum Vlaardingen
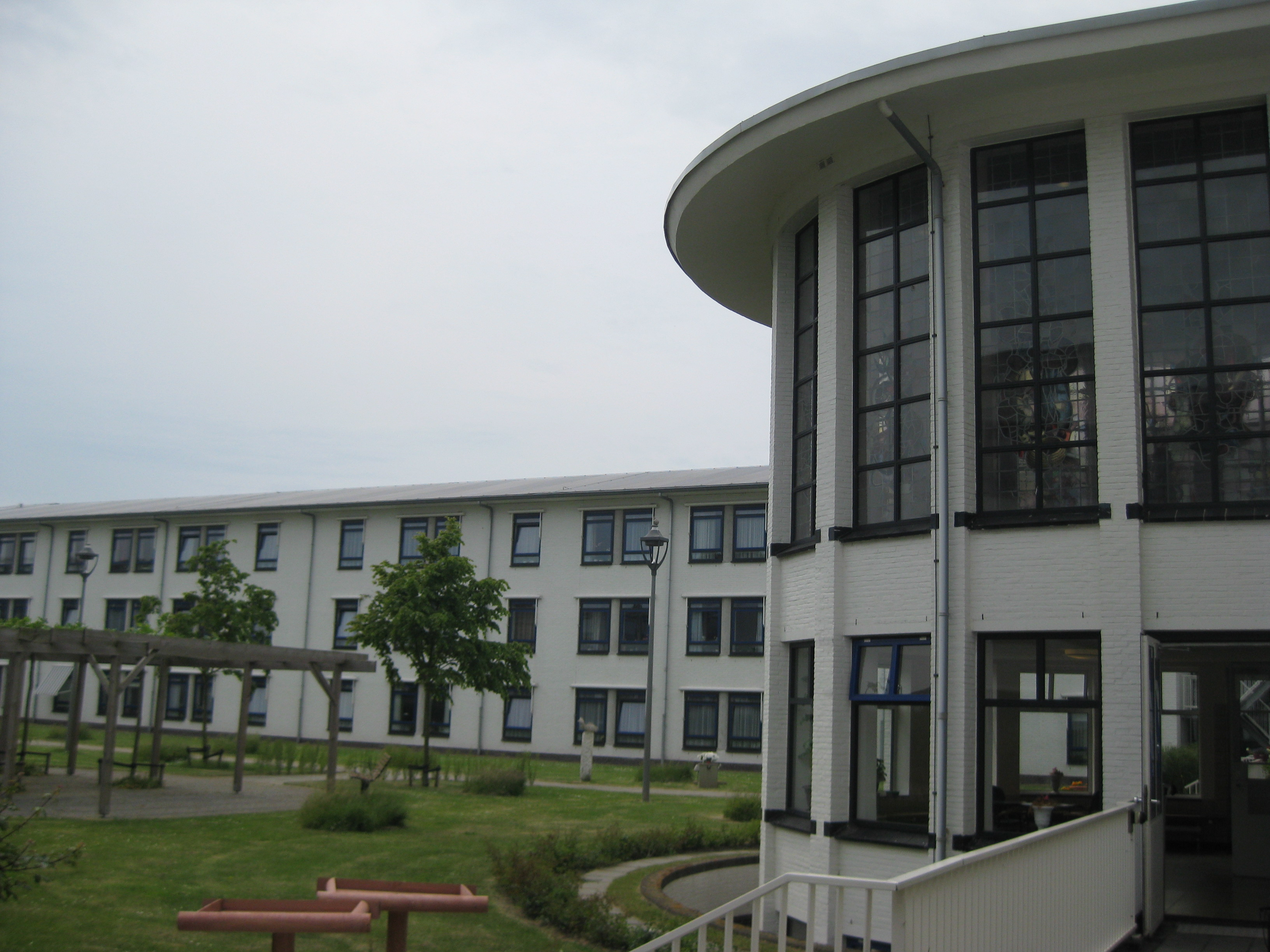
Prins Hendrik Stichting, Egmond aan Zee
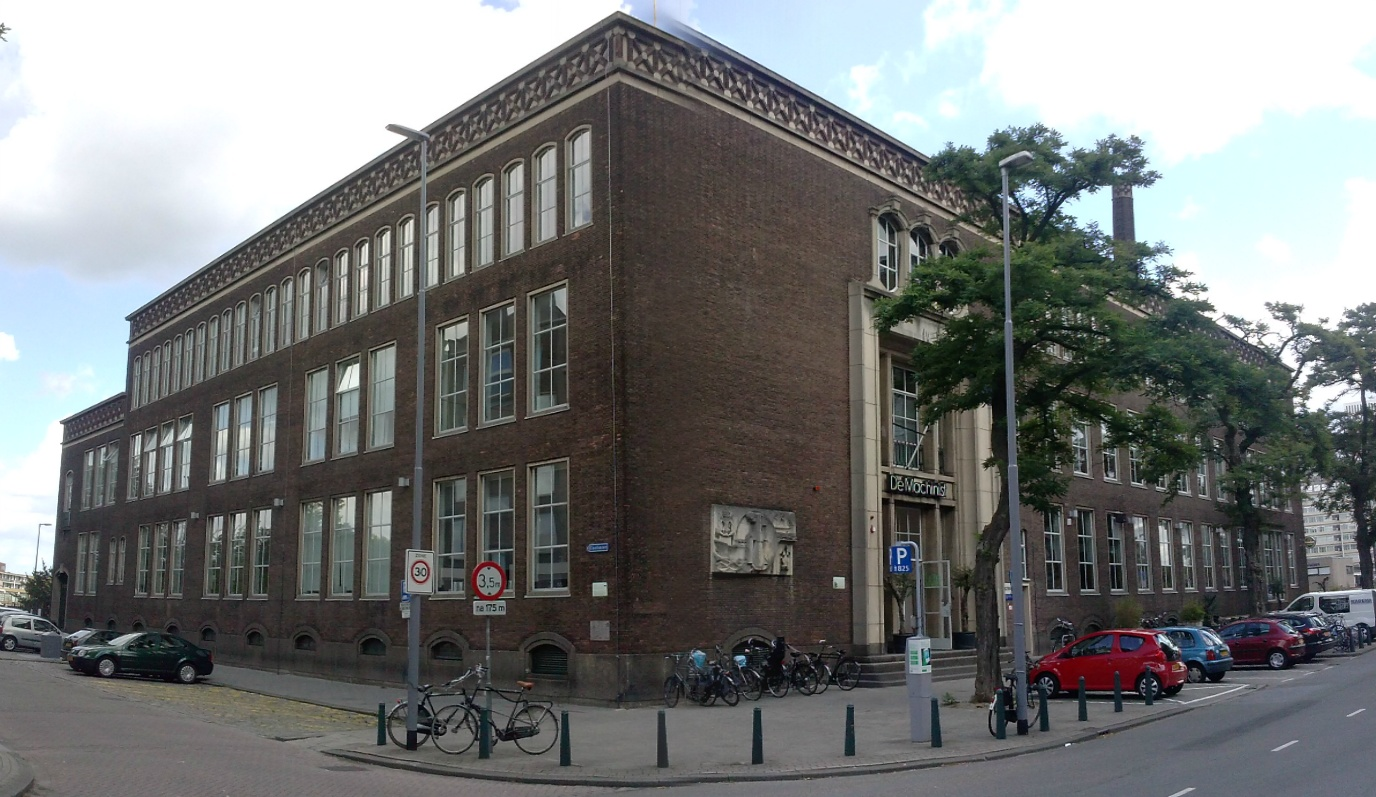
De Machinist, voormalig machinistenschool in 2014